# Comuna de Kozłów
Kozłów (polaco: Gmina Kozłów) é uma gminy (comuna) na Polónia, na voivodia de Pequena Polónia e no condado de Miechowski. A sede do condado é a cidade de Kozłów.
De acordo com os censos de 2004, a comuna tem 4971 habitantes, com uma densidade 57,9 hab/km².

## Área
Estende-se por uma área de 85,84 km², incluindo:
- área agricola: 82%
- área florestal: 10%

## Demografia
Dados de 30 de Junho 2004:
|                      | Total   | Total | Mulheres | Mulheres | Homens  | Homens |
| -------------------- | ------- | ----- | -------- | -------- | ------- | ------ |
|                      | pessoas | %     | pessoas  | %        | pessoas | %      |
| População            | 4971    | 100   | 2478     | 49,8     | 2493    | 50,2   |
| Densidade (pop./km²) | 57,9    | 100   | 28,9     | 28,9     | 29      | 29     |

De acordo com dados de 2002, o rendimento médio per capita ascendia a 1068,17 zł.

## Comunas vizinhas
- Charsznica, Książ Wielki, Sędziszów, Wodzisław, Żarnowiec